# Вэръю
Вэръю (Верью, Вэрью; устар. Верь-Ю) — река в России, течёт по территории Корткеросского района Республики Коми. Устье реки находится в 108 км по левому берегу реки Локчим. Длина реки составляет 22 км.

## Данные водного реестра
По данным государственного водного реестра России относится к Двинско-Печорскому бассейновому округу, водохозяйственный участок реки — Вычегда от истока до города Сыктывкар, речной подбассейн реки — Вычегда. Речной бассейн реки — Северная Двина.
Код объекта в государственном водном реестре — 03020200112103000018051.